# Coca Melnick
Coca Melnick (nacida Eva Melnick Abeliuk, Santiago de Chile, 17 de enero de 1922 -Santiago de Chile, 27 de octubre de 2014) fue una actriz chilena de la generación del 41.

## Biografía
Hija de Gregorio Melnick (1888-1948) y Celia Abeliuk (1893-1977), ambos de origen judío. Sus hermanos son Teodoro, Choly, Diego y Julio Melnick. 
En 1941 formó parte del grupo que fundó el Teatro Experimental de la Universidad de Chile (TEUCH), donde integró los elencos de obras como «Quinto paso» de Lope de Rueda, «Chañarcillo» de Acevedo Hernández, «El abanderado» de Luis Alberto Heiremans, «Macbeth» de William Shakespeare y «Romeo y Julieta» en la traducción de Pablo Neruda.
Hizo su carrera de actriz entre los años 1941 y 1973 bajo el alerto de la Universidad de Chile. El golpe de Estado del 11 de septiembre de 1973 contra el gobierno de Salvador Allende, truncó su carrera de actriz de teatro. El 1 de noviembre, la Rectoría Universitaria designó a un Fiscal Investigador, quien a través del Decreto N°16.798, indicó la expulsión de Melnick, sufriendo el veto artístico y la persecución durante del régimen militar de Augusto Pinochet.
Contrajo matrimonio con el abogado y periodista Julio Lanzarotti Rivera (1918-1984), con quien tuvo tres hijos; Claudia, Constanza y Mario Lanzarotti.
Falleció el 27 de octubre de 2014. Su funeral fue en el Cementerio General de Santiago.Sus cenizas fueron esparcidas en la Caleta de Algarrobo, en el litoral central de Chile.

## Teatro
- 1941: Paso quinto (dir.: Pedro de la Barra; Teatro Imperio)

- 1945: Tartufo (dir.: Pedro Orthous; Sala 13 Casa Central)

- 1947: Como en Santiago (dir.: Domingo Tessier; Sala 13 Casa Central)

- 1950: La muerte de un vendedor viajante (dir.: Agustín Siré; Teatro Municipal de Santiago)

- 1952: Fuenteovejuna (dir.: Pedro Orthous; Teatro Municipal de Santiago)

- 1953: Chañarcillo (dir.: Pedro de la Barra; Teatro Municipal de Santiago)

- 1954: Doña Rosita la soltera (dir.: Pedro Mortheiru; Teatro Municipal de Santiago)

- 1956: El sombrero de paja de Italia (dir.: Pedro Orthous; Sala Antonio Varas)

- 1954: Noche de reyes (dir.: Pedro Orthous; Teatro Municipal de Santiago)

- 1959: Macbeth (dir.: Pedro Orthous; Sala Antonio Varas)

- 1961: El rinoceronte (dir.: Pedro Orthous; Sala Antonio Varas)

- 1962: El abanderado (dir.: Eugenio Guzmán, Sala Antonio Varas)

- 1962: El enemigo del pueblo (dir.: Pedro Orthous; Sala Antonio Varas)

- 1964: Romeo y Julieta (dir.: Eugenio Guzmán; Sala Antonio Varas)

- 1967: Fulgor y la muerte de Joaquín Murieta (dir.: Pedro Orthous; Sala Antonio Varas)

- 1970: El señor Puntila y su criado Matti (dir.: Hannes Fischer; Sala Antonio Varas)

- 1970: El degeneresis (dir.: Eugenio Guzmán; Sala Antonio Varas)

- 1971: La madre (dir.: Pedro Orthous; Sala Antonio Varas)

- 1972: Chiloé cielos cubiertos (dir.: Eugenio Guzmán; Sala Antonio Varas)

## Cine
- 1967: El ABC del amor (dirigido por Helvio Soto)

- 1970: Valparaíso mi amor (dirigido por Aldo Francia)

- 1990: La niña en la palomera (dirigido por Alfredo Rates)

- 2007: La rebelión de los pingüinos (dirigido por Simón Bergman)

## Televisión
- 1989: Bravo (Canal 13)

- 1990: Crónica de un hombre santo (Canal 13)